# Brasilianische Beachhandball-Nationalmannschaft der Frauen
Die brasilianische Beachhandball-Nationalmannschaft der Frauen repräsentiert den brasilianischen Handballverband als Auswahlmannschaft auf internationaler Ebene bei Länderspielen im Beachhandball gegen Mannschaften anderer nationaler Verbände. Den Kader nominiert der Nationaltrainer. Sowohl weltweit als auch auf kontinentaler Ebene ist die Mannschaft die erfolgreichste ihrer Sportart.
Als Unterbau fungieren die Nationalmannschaft der Juniorinnen. Das männliche Pendant ist die Brasilianische Beachhandball-Nationalmannschaft der Männer.

## Geschichte
Beachhandball setzte sich in Brasilien überaus schnell durch. Somit verwundert es nicht, dass Brasilien 2001 zur ersten weltweiten Meisterschaft im Rahmen der World Games, der erst zweiten internationalen Meisterschaft nach den Europameisterschaften 2000 für Frauen, eingeladen wurde. Der sechste Rang unter den acht teilnehmenden Mannschaften sollte das schlechteste internationale Ergebnis der Mannschaft bleiben.
Mit den Pan-Amerikanische Meisterschaften 2004, der ersten kontinentalen Meisterschaft für Frauen-Nationalmannschaften, begann der Siegeszug der Mannschaft. Man erreichte das Finale und unterlag Uruguay. Es blieb die einzige Finalniederlage in diesem Wettbewerb, wenn man an diesem teilnahm, was abgesehen von 2016, als das Turnier zu einem für Brasilien ungünstigen Zeitraum verschoben wurde, bis zu dessen Ende nach der Auflösung des Pan-Amerikanischen Verbandes 2019 immer war. Mit vier Siegen ist Brasilien hier dauerhafter Rekordsieger.
Mit den World Games 2005 und den Weltmeisterschaften 2006 begann auch der Siegeszug bei Weltturnieren. In beiden Wettbewerben folgten je zwei weitere Siege, womit Brasilien auch hier jeweils Rekordsieger ist. Dabei konnten die Frauen allerdings nie die völlige Dominanz erreichen, wie es das brasilianische Pendant bei den Männern über lange Zeit schaffte. Immer wurde aber eine Medaille gewonnen, zuletzt bei den erstmals 2019 ausgetragenen World Beach Games.

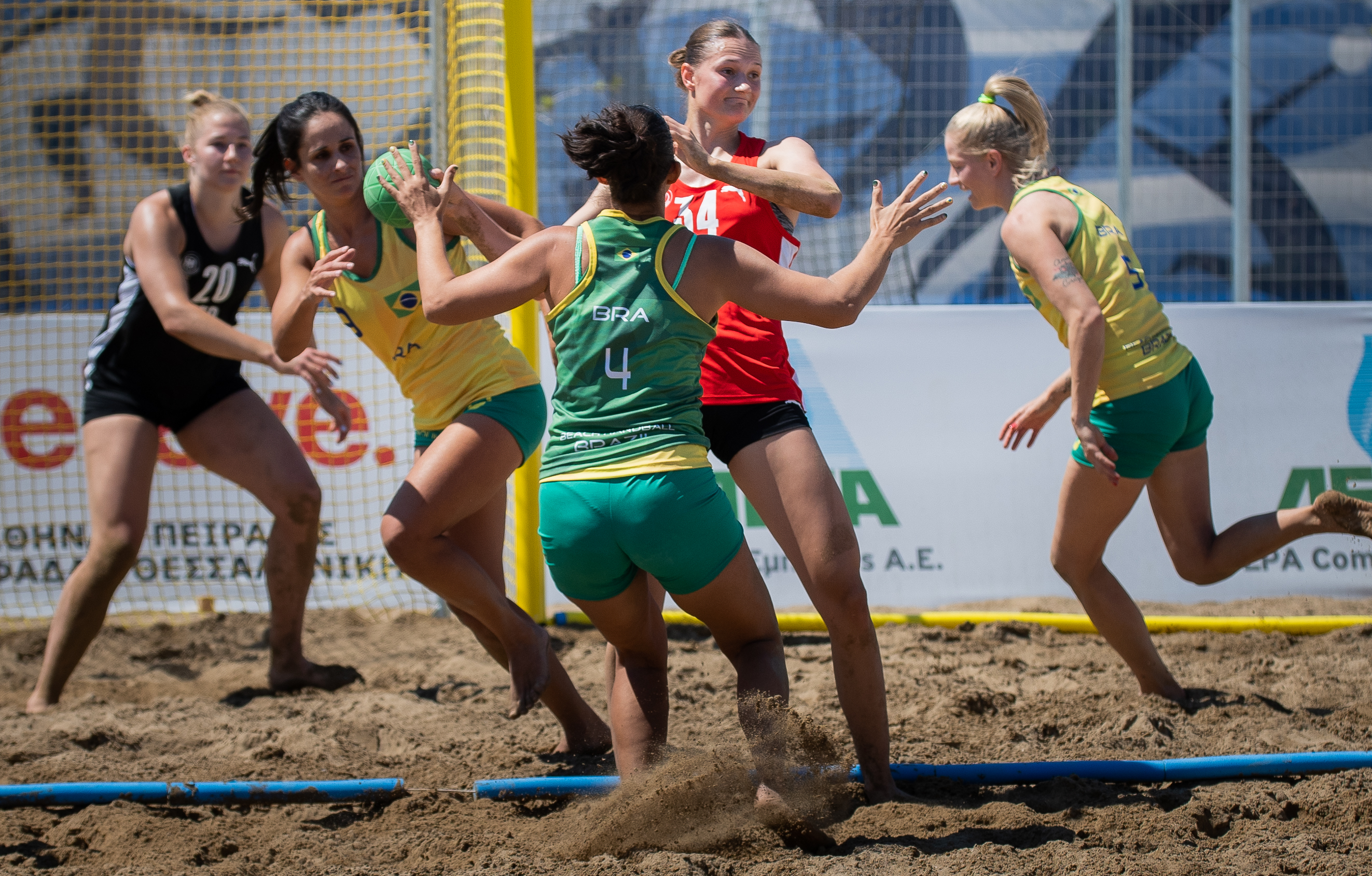
Cinthya Piquet (#9), Millena Alencar (#4) und Patricia Scheppa (#5) im Angriff auf das von Liv Süchting verteidigte und Katharina Filter gehütete Tor im Vorrundenspiel der WM 2022 gegen den späteren Weltmeister Deutschland

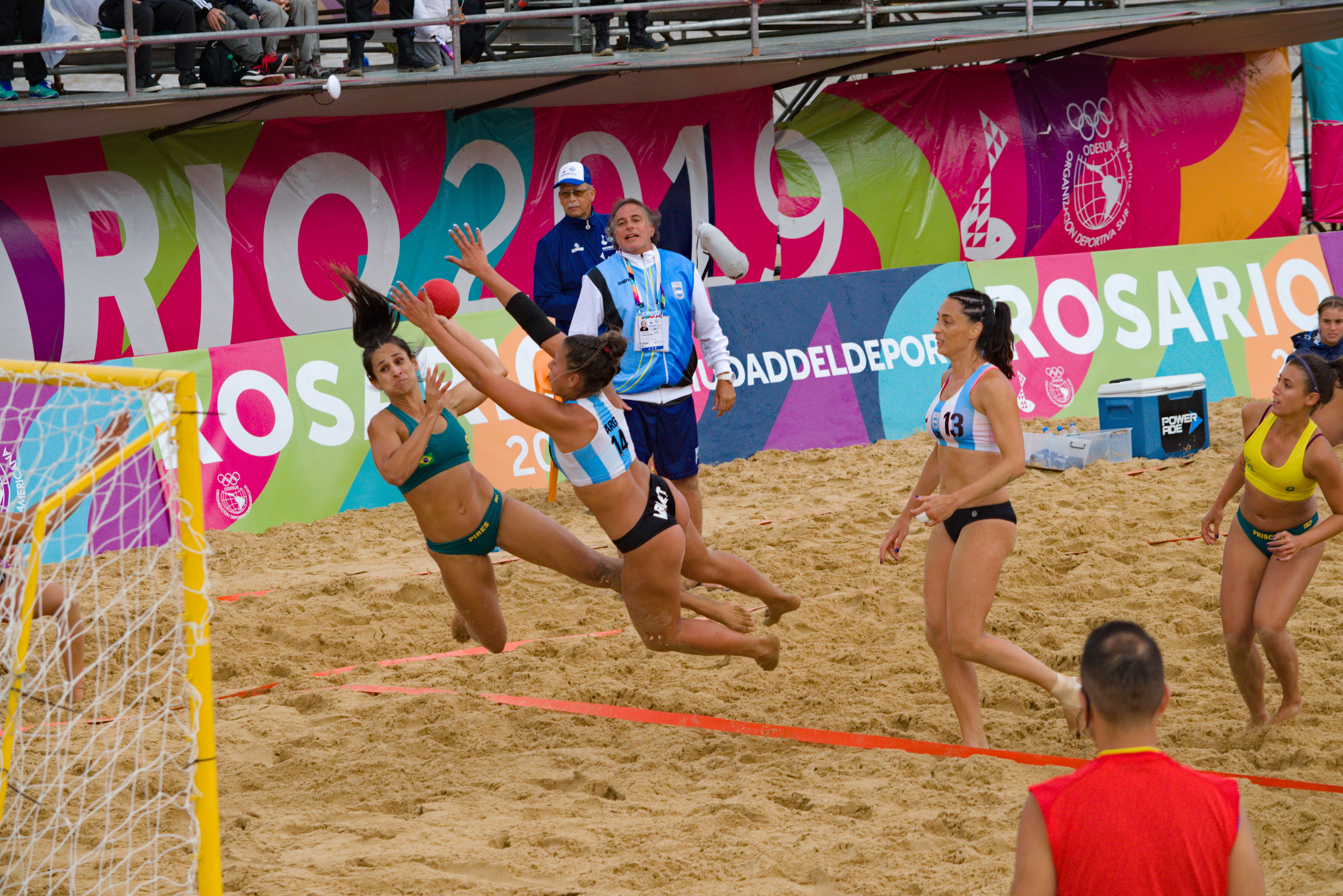
Von links: Cinthya Piquet versucht einen Torabschluss, den die Argentinierin Agustina Mamet zu verhindern versucht; Celeste Meccia und Priscilla Colpaert können nur noch zusehen; Finale der Südamerikanischen Beach Games 2019

Kontinental erwuchs Brasilien seit der zweiten Hälfte der 2010er Jahre immer klarer ein neuer, sehr ernst zu nehmender Konkurrent mit der Mannschaft Argentiniens. Diese konnte auf heimischem argentinischen Boden bei den Südamerikanischen Beach Games 2019 erstmals Brasilien im Finale schlagen, 2022 bei den mittlerweile die Panamerika-Meisterschaften ersetzenden Süd- und Mittelamerikanische Meisterschaften verloren die Brasilianerinnen das Finale in ihrer brasilianischen Heimat. Damit verpassten sie das erste Mal die Qualifikation für die World Games, erreichten aber die WM 2022 auf Kreta. Auch dort erreichte die Mannschaft zwar wieder das Viertelfinale, konnte aber nicht an die früheren Erfolge mit dem Gewinn von Medaillen seit 2006 anknüpfen und belegte am Ende mit Rang sechs wie zuletzt 2004 das schlechteste Ergebnis.
Das folgende Jahr begann mit der erstmaligen Teilnahme an der im Vorjahr eingeführten Global Tour, deren amerikanisches Turnier 2023 im heimischen Maricá ausgetragen wurde. Die Brasilianerinnen gewannen alle ihre Spiele und gewannen das Turnier. Dabei konnten sie auch wieder die ärgsten Konkurrentinnen aus Argentinien hinter sich lassen, die sich allerdings zu dieser Zeit in einem Umbruch befanden.

## Teilnahmen und Erfolge

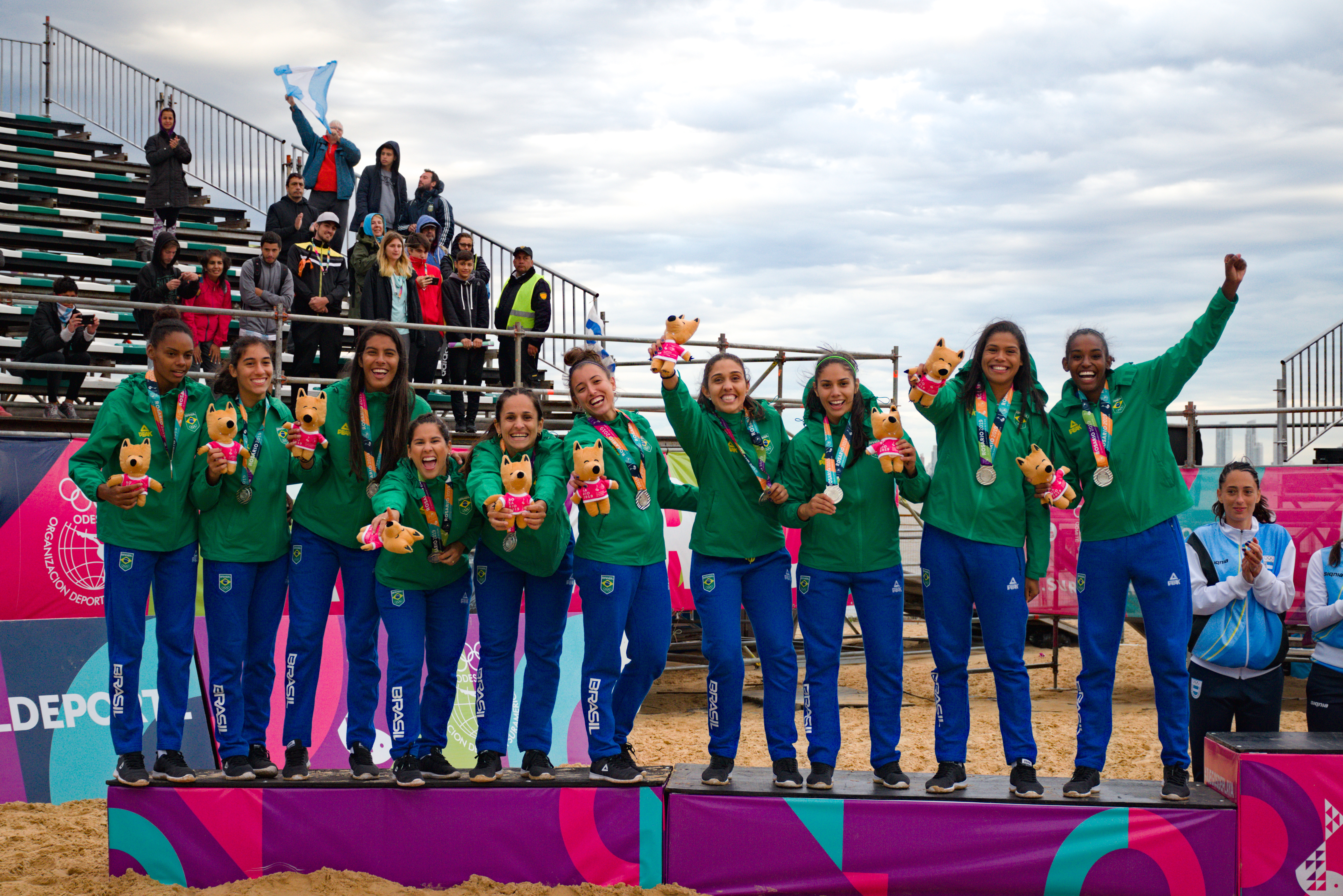
Die brasilianische Mannschaft bei der Siegerehrung der South-American Beach Games 2019

| World Games - 2001: 3. - 2005: 1. - 2009: 3. - 2013: 1. - 2017: 1. - 2022: nicht qualifiziert World Beach Games - 2019: 3. - 2023: | Weltmeisterschaften - 2001: 3. - 2004: 6. - 2006: 1. - 2008: 3. - 2010: 3. - 2012: 1. - 2014: 1. - 2016: 2. - 2018: 3. - 2020: qualifiziert, abgesagt - 2022: 6. | Global Tour - 2022: nicht eingeladen - 2023: 1. Südamerikanische Beach Games - 2009: 1. - 2011: 1. - 2014: keine Teilnahme - 2019: 2. - 2023: | Pan-Amerikanische Meisterschaften - 2004: 2. - 2008: 1. - 2012: 1. - 2014: 1. - 2016: keine Teilnahme - 2018: 1. Süd- und Mittelamerikanische Meisterschaften - 2019: 1. - 2022: 2. |

- WG 2001 1: Lucha Silva[4]

- PAM 2004: Kader derzeit nicht bekannt

- WM 2004 1: Mayssa Raquel de Oliveira Pessoa (TW)

- WG 2005: Idalina Borges Mesquita • Taíssi Santos da Costa • Jerusa Ferreira Dias (TW) • Maria José Batista de Sales • Emanuelle Moreira Lima • Mayssa Raquel de Oliveira Pessoa (TW) • Cinthya Piquet de Medeiros Pires • Marjory Karoline dos Santos • Darlene Silva Soares • Edna Márcia da Silva Costa

- WM 2006: Taíssi Santos da Costa • Jerusa Ferreira Dias (TW) • Emanuelle Moreira Lima • Cinthya Piquet de Medeiros Pires • Priscila Possobon • Camila Rocha • Maria José Batista de Sales • Marjory Karoline dos Santos • Darlene Silva Soares • Edna Márcia da Silva Costa[5]

- PAM 2008: Millena dos Anjos Alencar • Taíssi Santos da Costa • Jerusa Ferreira Dias (TW) • Raíla Gomes da Costa • Simone Marques • Emanuelle Moreira Lima • Cinthya Piquet de Medeiros Pires • Maria José Batista de Sales • Darlene Silva Soares • Edna Márcia da Silva Costa[6]

- WM 2008: Millena dos Anjos Alencar • Taíssi Santos da Costa • Jerusa Ferreira Dias (TW) • Raíla Gomes da Costa • Emanuelle Moreira Lima • Mayssa Raquel de Oliveira Pessoa (TW) • Cinthya Piquet de Medeiros Pires • Maria José Batista de Sales • Darlene Silva Soares • Edna Márcia da Silva Costa[7]

- SABG 2009: Kader derzeit nicht bekannt

- WG 2009: Millena dos Anjos Alencar • Priscilla Roberta Annes • Jerusa Ferreira Dias (TW) • Raíla Gomes Brandao • Emanuelle Moreira Lima • Cinthya Piquet de Medeiros Pires • Camila Ramos de Souza • Darlene Silva Soares • Tatianne Yumi Nabissima

- WM 2010 1: Millena dos Anjos Alencar • Priscilla Roberta Annes • Manuela Barros Pinto • Jerusa Ferreira Dias (TW) • Cinthya Piquet de Medeiros Pires • Camila Ramos de Souza • Darlene Silva Soares • Nathalie Souza Guedes de Sena[8]
- SABG 2011: Millena dos Anjos Alencar • Millena de Araújo Braga • Gilka Batista • Renata dos Santos Bispo • Jerusa Ferreira Dias (TW) • Roberta Guimarães de Oliveira • Camila Ramos de Souza • Patricia Scheppa • Darlene Silva Soares • Nathalie Souza Guedes de Sena[9]

- PAM 2012: Kader derzeit nicht bekannt

- WM 2012: Millena dos Anjos Alencar • Priscilla Roberta Annes • Millena de Araújo Braga • Renata dos Santos Bispo • Jerusa Ferreira Dias (TW) • Cinthya Piquet de Medeiros Pires • Camila Ramos de Souza • Noelia Santos • Patricia Scheppa • Darlene Silva Soares[10]

- WG 2013: Millena dos Anjos Alencar • Priscilla Roberta Annes • Jerusa Ferreira Dias (TW) • Cinthya Piquet de Medeiros Pires • Camila Ramos de Souza • Renata da Silva Santiago • Patricia Scheppa • Darlene Silva Soares • Nathalie Souza Guedes de Sena • Ersatz: Carolina Braz Futuro • Ingrid Nanni • Juliana Vital de Oliveira Santana • Millena de Araújo Braga • Renata dos Santos Bispo • Renata Cibelly Marques Batista • Roberta Guimarães de Oliveira[11]

- PAM 2014: Kader derzeit nicht bekannt

- WM 2014: Millena dos Anjos Alencar • Priscilla Roberta Annes • Millena de Araújo Braga • Ingrid Emmanuelly De Souza Frazão (TW) • Jerusa Ferreira Dias (TW) • Cinthya Piquet de Medeiros Pires • Camila Ramos de Souza • Renata da Silva Santiago • Patricia Scheppa • Nathalie Souza Guedes de Sena

- WM 2016: Millena dos Anjos Alencar • Ingrid Emmanuelly De Souza Frazão (TW) • Simone Leandro • Carolina Suelen de Lima Braz • Cinthya Piquet de Medeiros Pires • Camila Ramos de Souza • Renata da Silva Santiago • Patricia Scheppa • Nathalie Souza Guedes de Sena • Darlene Silva Soares

- WG 2017: Millena dos Anjos Alencar • Jéssica Milena Alves Ferreira de Barros • Ingrid Emmanuelly De Souza Frazão (TW) • Carolina Suelen de Lima Braz • Juliana Xavier Andrade de Oliveira • Cinthya Piquet de Medeiros Pires • Camila Ramos de Souza • Renata da Silva Santiago • Patricia Scheppa • Nathalie Souza Guedes de Sena

- PAM 2018: Kader derzeit nicht bekannt

- WM 2018:  Naira Almeida • Jéssica Milena Alves Ferreira de Barros • Ingrid Emmanuelly De Souza Frazão (TW) • Carolina Suelen de Lima Braz • Taís Nascimento • Juliana Xavier Andrade de Oliveira • Cinthya Piquet de Medeiros Pires • Renata da Silva Santiago • Patricia Scheppa • Nathalie Souza Guedes de Sena

- SABG 2019: Millena dos Anjos Alencar • Priscilla Colpaert • Beatriz Correia Gomes da Cruz • Arianne Demétrio • Ana Julia Flauzino • Ingrid Emmanuelly De Souza Frazão (TW) • Gabriela Nicacio Messias • Juliana Xavier Andrade de Oliveira • Cinthya Piquet de Medeiros Pires • Debora Saud[12]

- SMAM 2019: Kader derzeit nicht bekannt

- WBG 2019: Jéssica Milena Alves Ferreira de Barros • Beatriz Correia Gomes da Cruz • Ingrid Emmanuelly De Souza Frazão (TW) • Carolina Suelen de Lima Braz • Gabriela Nicacio Messias • Juliana Xavier Andrade de Oliveira • Cinthya Piquet de Medeiros Pires • Camila Ramos de Souza • Renata da Silva Santiago • Patricia Scheppa

- SMAM 2022: Kader derzeit nicht bekannt

- WM 2022: Jéssica Milena Alves Ferreira de Barros • Beatriz Correia Gomes da Cruz • Ingrid Emmanuelly De Souza Frazão (TW) • Millena dos Anjos Alencar • Carolina Suelen de Lima Braz • Juliana Xavier Andrade de Oliveira • Cinthya Piquet de Medeiros Pires • Renata da Silva Santiago • Patricia Scheppa • Nathalie Souza Guedes de Sena[13]

- GT 2023: Jéssica Milena Alves Ferreira de Barros • Beatriz Correia Gomes da Cruz • Ingrid Emmanuelly De Souza Frazão (TW) • Ariane Demetrio Florindo • Juliana Xavier Andrade de Oliveira • Cinthya Piquet de Medeiros Pires • Caroline Pires Militão • Renata da Silva Santiago • Nathalie Souza Guedes de Sena[14]

## Trainer
| Cheftrainer/in - 2006–2008: Cláudia Monteiro do Nascimento - 2011–2016: Rossana Coeli Seabra Marques - 2017–2022: Marcio da Rocha Magliano - seit 2023: Vinicius Carlos de Oliveira | Co-Trainer/in - 2006–2008: Rossana Coeli Seabra Marques - 2011: Alex Holanda - 2014–2016: Marcio da Rocha Magliano - 2017–2022: Vinicius Carlos de Oliveira - seit 2023: Alexandre Gomes de Almeida |